# David Frankel
David Frankel (Nova Iorque, 2 de abril de 1959) é um realizador, roteirista e produtor executivo americano. Ganhou o Oscar de melhor curta-metragem em Live Action de 1997 com o curta Dear Diary. Foi também nomeado em 2005 a um Emmy do Primetime para melhor direção em série de comédia pelo episódio piloto de "Entourage" (2004) e ganhou o Emmy do Primetime para melhor direção numa minissérie, telefilme ou especial dramático em 2002 por seu trabalho na minissérie Band of Brothers. É o diretor de O Diabo Veste Prada (2006) e Marley & Eu (2008).
Ele é o filho de Max Frankel, ex-editor executivo do The New York Times.

## Filmes que ele realizou
- 1995 - Miami Rhapsody
- 1996 - Dear Diary (curtametragem)
- 2001 - Band of Brothers (minissérie)
- 2002 - Just Like You Imagined (curtametragem)
- 2006 - O Diabo Veste Prada
- 2008 - Marley e Eu
- 2011 - The Big Year
- 2012 - Hope Springs
- 2013 - Girlfriend in a Coma (série)

1. ↑  «The 69th Academy Awards (1997) Nominees and Winners» (em inglês). Academia de Artes e Ciências Cinematográficas. Consultado em 17 de novembro de 2024
2. ↑  {Citar web |url=https://www.emmys.com/awards/nominees-winners/2005/outstanding-directing-for-a-comedy-series |titulo=2005 - 57th Emmy Awards |acessodata=2024-17-11 |publicado=Academia de Artes & Ciências Televisivas |lingua=en}}
3. ↑  {Citar web 
|url=https://www.emmys.com/awards/nominees-winners/2002/outstanding-directing-for-a-miniseries-movie-or-a-dramatic-special 
|titulo=2002 - 54th Emmy Awards 
|acessodata=2024-17-11 
|publicado=Academia de Artes & Ciências Televisivas 
|lingua=en
}}